# Siphoneugena occidentalis
Siphoneugena occidentalis är en myrtenväxtart som beskrevs av Carlos Maria Diego Enrique Legrand. Siphoneugena occidentalis ingår i släktet Siphoneugena och familjen myrtenväxter. Inga underarter finns listade i Catalogue of Life.